# Davidson Glacier (glaciär i Antarktis)
Davidson Glacier är en glaciär i Antarktis. Den ligger i Östantarktis. Nya Zeeland gör anspråk på området. Davidson Glacier ligger 712 meter över havet.
Terrängen runt Davidson Glacier är bergig söderut, men norrut är den kuperad. Trakten är obefolkad. Det finns inga samhällen i närheten.